# فاضل جمی
میرزا محمدحسین جمی مشهور به فاضل جمی (۱۳۱۹–۱۲۵۶ قمری) زادگاه وی شهر جم بوده و شاعر و نویسنده مبرز و از علما و مجتهدان جنوب می‌باشد.
فاضل جمی تحصیلات ابتدایی خود را از شش سالگی در یکی از مکتب خانه‌های جم آغاز کرد و پس از ختم کلام‌الله مجید؛ گلستان سعدی، بوستان سعدی، دیوان حافظ و نصاب الصبیان ابونصر فراهی را فرا گرفت.
فاضل جمی به یاری حاکم جم محمدعلی خان پریشان جمی به شیراز عزیمت نموده و تحصیلات خود را در شیراز و عتبات گذراند. از بیشتر علوم زمان مثل نجوم و تاریخ و جغرافیا به‌علاوه علوم دینی و ادبی برخوردار بود و سخنوری بلیغ بود. از جهت ادبی وی از بزرگان ادب فارسی روزگار خود بود. آثار ادبی او متکلفانه و مسجع می‌باشد وی به‌خصوص در نثر از پیروان راستین سعدی است. وی دارای منشاتی است که به سبک و سیاق گلستان سعدی، بهارستان جامی و منشات قائم مقام فراهانی است. و در بعضی بررسی‌های ادبی نام او به عنوان متتبعین سبک گلستان آمده است.
نمونه اشعار (شعر):
دلا کم‌رو سوی کاری که هر دم دردسر دارد
که هر کس در هوس گردد مراد دل هدر دارد
درا در کوی دلداری که گردی محرم دلها
دلی کو گرد او گردد همه در او گهر دارد
اگر درد دلی داری مگو در مسمع هر کس
ره او رو سوی او رو که در هر کوی در دارد
هوای وصل او داری اگر در سر، سحرگه رو
که هر کس وصل او را در دعاهای سحر دارد

## تالیفات
- منشات فاضل جمی (این کتاب اولین بار در سال ۱۳۷۱ شمسی به همت استاد هیبت‌الله مالکی و سید علی موسوی نژاد توسط انتشارات کویر به چاپ رسید)
- حزن التواریخ (شامل احوالات ائمه معصومین علیهم السلام)
- جام جم (مشتمل بر مقولات فقهی، اصولی، کلام، فلسفه …)
- تحفة الخوانین (در علم نجوم)
- کتابی در علم منطق به زبان عربی

## اختصاصات ادبی منشآت
- استشهاد به آیات قرآن کریم و تلمیحات متعدد
- استفاده از امثال و حکم
- استفاده از صنایع بلاغی
- استناد به اشعار عربی
- به‌کارگیری الفاظ رایج در برخی از لهجه‌ها
- تلفیق واژگانی زبانها (گرچه برای بریدن شاخ و برگ و اجزاء نخل واژه‌هایی بومی و محلی وجود دارد اما فاضل با تأثیرپذیری از زبان عربی، واژه‌های بومی را به کار نگرفته و از الفاظ عربی و کلماتی همچون "انصرام، عرجون و شماریخ" استفاده نموده است. فاضل در بسیاری از مکتوبات خود و در آغاز نوشتار، از واژگان عربی به عنوان حسن مطلع نامه‌های خود بهره جسته است. او به اقتضای موضوع هر نامه، واژه یا واژه‌هایی از زبان عربی را در مطلع نامه‌هایش آورده است. به عنوان مثال در نامه‌ای به خانِ جم چنین می‌نویسد: «وقایهٔ وجودتم: پیرزنی نژند با دلی مستمند به نسب قاید و حسبش به هزار رمل و اسطرلاب بمن عاید است … .»)
- ساخت واژه‌ها (

نوعی دیگر از تأثیرپذیری فاضل از زبان عربی، به ترکیب واژگان و ساختواژه‌ها اختصاص دارد، فاضل با دریافت معانی لغات در زبان عربی و ترکیب آنها با یکدیگر، مصطلحاتی جدید را ساخته است. ما در این بخش برخی از این ترکیبات را ذکر می‌کنیم.
| · حیض الرجال | = حیض | = حیض    | + الرجال | = غیبت    |
| · عین الکمال | = عین | + الکمال | + الکمال | = چشم زخم |

جدول شماره (۱) – بینامتنیت قرآنی در منشآت
| نقل قول مستقیم آیات بینامتنیت متوازی | ۵۱ | ۱-۲-۵-۶-۸-۱۲-۱۳-۲۳-۲۴-۲۷-۲۸-۳۶-۳۹-۴۰-۴۱-۴۴-۴۶-۴۸-۴۹-۵۰-۵۳-۵۴-۵۹-۶۱-۶۳-۶۷-۶۸-۷۰-۷۱ |
| نقل به مضمون آیات بینامتنیت نفی کلی  | ۱۵ | ۲۱-۲۵-۳۷-۴۰-۴۱-۴۴-۴۶-۵۵-۶۱-۸۵-۸۶-۸۸-۹۲-۱۰۸                                        |
| نقل بر اساس اسلوب                    | ۱  | ۲۷                                                                                |
| بینامتنیت نفی جزئی                   | ۶  | ۱۳-۱۴-۲۶-۴۸-۵۳-۸۵                                                                 |

جدول شماره (۲) – حدیث در منشآت
| پیامبر اکرم(ص) | ۲۱ | ۱-۴-۸-۱۰-۱۴-۱۵-۱۹-۲۰-۲۱-۳۴-۳۵-۳۸-۴۱-۴۳-۴۹-۵۵-۸۶-۸۷-۹۵ | امام علی(ع)  | ۵ | ۱۹-۳۱-۳۲-۵۰-۷۰ |
| امام صادق(ع)   | ۱  | ۱۵                                                    | امام کاظم(ع) | ۱ | ۹              |
| امام سجاد (ع)  | ۳  | ۱۷-۲۹-۴۰                                              | حضرت عباس(ع) | ۱ | ۵۵             |

جدول شماره (۳)- برداشت‌های ادبی در منشآت
| شعر و ادب عربی   | ۲۹ | ۳-۸-۲۲-۲۸-۳۲-۳۴-۳۶-۳۹-۴۸-۴۹-۵۰-۵۱-۵۳-۵۴-۶۱-۶۲-۶۴-۸۷-۱۱۶ |
| اسالیب صرف و نحو | ۴  | ۲۸-۱۷-۵۹-۶۵                                             |
| بلاغت            | ۲  | ۴–۴۸                                                    |
| امثال و حکم      | ۱۶ | ۴-۶-۱۶-۲۲-۳۴-۳۹-۵۱-۵۲-۵۵-۶۱-۶۴—۶۵-۶۶-۷۰                 |

جدول شماره (۴) – تلمیح در منشآت
| لیلای آمال                                 | سعی و سلمی | جرجیس       | حاتم طائی |
| إخوان الصفا                                | قیس و لیلی | مجنون عامری | سحبان     |
| هم جان کثیّری و عزّة هم مرئ القیس و هم عنیزة | عقل سطیح   | باقل        | أشعب      |

جدول شماره (۵) – واژه‌ها و ساختواژه‌ها
| مشاطهٔ کلک سحّار        | محدب کرهٔ اثیر       | صیّاد أجل    | تمیمهٔ روح   |
| همشیرهٔ أم الصبیان     | ألم خرّاط            | عرش طراز    | عین احتجاب  |
| صمصام مفلّق الهامش     | سجن جلاجل           | ده دلّه آسا  | نفحهٔ تبرید  |
| بقّاره جابری           | لمحهٔ بین دو إلیِه    | سفینهٔ حدادی | خاصّه        |
| ضبط إخلاص             | خطّ ترقین            | لثم ضریح    | صارم - ضیغم |
| سمیّهٔ تابوت آل اسرائیل | مزرعهٔ یوم التناد    | دار الخسران | أخرس        |
| شراک نعلین حیات       | ورقاء مقصوص الجناحی | حظیرهٔ قدس   | اعدام ألم   |
| استفراغ وسع           | مضرب خیام           |             |             |

## استادان فاضل
- مهدی کجوری مازندرانی
- سید حسین ترک شرابیانی (این عالم گرانقدر شیعه اجتهاد فاضل را تأیید نموده‌اند)